# Odontocarya tamoides
Odontocarya tamoides är en tvåhjärtbladig växtart som först beskrevs av Dc., och fick sitt nu gällande namn av John Miers. Odontocarya tamoides ingår i släktet Odontocarya och familjen Menispermaceae. Utöver nominatformen finns också underarten O. t. canescens.